# Bundeshauptstadt
Als Bundeshauptstadt bezeichnet man die Hauptstadt eines Bundesstaates.

## Deutschland
Berlin ist seit Vollzug der Deutschen Einheit am 3. Oktober 1990 die (Bundes-)Hauptstadt der Bundesrepublik Deutschland. Grundlage war der am 29. September 1990 in Kraft getretene Einigungsvertrag. Aufgrund des Parlamentsbeschlusses (Hauptstadtbeschluss) vom 20. Juni 1991 wurde Berlin im Jahr 1999 auch Sitz von Parlament und Regierung. Zuvor war Bonn seit Gründung der Bundesrepublik 1949 Regierungssitz und bis 1990 provisorische Bundeshauptstadt. Nach der Spaltung Berlins hieß seit 1948 der Ostteil „Berlin, demokratischer Sektor“ und war seit 1949 Hauptstadt der Deutschen Demokratischen Republik; im offiziellen DDR-Sprachgebrauch wandelte sich die Bezeichnung etwa ab 1961 zu „Berlin, Hauptstadt der DDR“. Das daraus für Berlin (Ost) abgeleitete Synonym „die Hauptstadt“ ist als ein Relikt des DDR-Sprachgebrauchs in die Mediensprache des vereinten Deutschlands eingegangen, obwohl das präzisere Synonym „die Bundeshauptstadt“ aus der Zeit der Bonner Republik weiterhin zur Verfügung steht. Berlin ist mit dem Umzugsbeschluss Hauptsitz des Bundespräsidenten, des Deutschen Bundestages, des Bundesrates, vieler Bundesministerien sowie einiger weiterer Bundesbehörden.
Im Zuge der Föderalismusreform wurde 2006 die Frage der Bundeshauptstadt zum ersten Mal im Grundgesetz geregelt und damit Berlins Status als Bundeshauptstadt im Grundgesetz verankert (Art. 22 Abs. 1 GG).
Neben Berlin als Bundeshauptstadt gibt es die Hauptstädte der Länder, zum Beispiel die Landeshauptstädte Hannover im Land Niedersachsen, Kiel im Land Schleswig-Holstein oder München im Freistaat Bayern. Darüber hinaus gibt es in Nordrhein-Westfalen als Besonderheit die Bundesstadt Bonn, in der der Bundespräsident, der Bundeskanzler und Bundesministerien weiterhin Dienstsitze unterhalten.

## Österreich
In der Republik Österreich ist Wien die Bundeshauptstadt. Sie war im Gebiet des heutigen Österreich immer die größte und im Grunde einzige Metropole des Landes. Im Jahr 1146 verlegte Heinrich II. (Jasomirgott) die Hauptstadt von Ostarrichi nach Wien, er wurde 1156 zum Herzog von Österreich ernannt.

## Schweiz
In der Schweiz erfüllt Bern die Funktion der Bundeshauptstadt, wird aber aus föderalistischer Rücksichtnahme seit 1848 als Bundesstadt bezeichnet. Es setzte sich im schweizerischen Parlament am 28. November 1848 gegen die Konkurrentinnen Luzern und Zürich durch, wobei für Bern als Regierungs- und Parlamentssitz die Nähe zur französischsprachigen Schweiz, militärische Überlegungen sowie das Angebot der Stadt, der Eidgenossenschaft die benötigten Räumlichkeiten kostenlos zur Verfügung zu stellen, sprachen.